# Pseudomicronia trimaculata
Pseudomicronia trimaculata är en fjärilsart som beskrevs av Warren. Pseudomicronia trimaculata ingår i släktet Pseudomicronia och familjen Uraniidae. Inga underarter finns listade.